# Kanton Belle-Isle-en-Terre
Kanton Belle-Isle-en-Terre (fr. Canton de Belle-Isle-en-Terre) je francouzský kanton v departementu Côtes-d'Armor v regionu Bretaň. Tvoří ho sedm obcí.

## Obce kantonu
- Belle-Isle-en-Terre
- La Chapelle-Neuve
- Gurunhuel
- Loc-Envel
- Louargat
- Plougonver
- Tréglamus